# اتحاد بورتوريكو لكرة القدم
تأسس اتحاد بورتو ريكو لكرة القدم في عام 1940م وانضم إلى الإتحاد الدولي لكرة القدم في 1960م وإنضم إلى اتحاد أمريكا الشمالية لكرة القدم في 1960م.

## روابط خارجية
- الموقع الرسمي
- بورتوريكو على موقع الفيفا